# Robert Bloch (kierowca wyścigowy)
Robert Bloch (ur. 26 kwietnia 1888, zm. 7 marca 1984)  – francuski kierowca wyścigowy.

## Kariera
W swojej karierze wyścigowej Bloch poświęcił się startom w wyścigach samochodów sportowych. W latach 1923-1928 Francuz pojawiał się w stawce 24-godzinnego wyścigu Le Mans. W pierwszym sezonie startów stanął na drugim stopniu podium w klasie 5, a w klasyfikacji generalnej uplasował się na dziewiętnastej pozycji. Rok później w klasyfikacji klasy 5 był trzeci. W sezonie 1926 Bloch odniósł zwycięstwo w klasie 5, co było równoznaczne ze zwycięstwem w całym wyścigu. W swoim ostatnim starcie nie obronił tryumfu w swojej klasie, ale zakończył wyścig na drugim miejscu.